# Rue de Paris (La Réunion)
Pour les articles homonymes, voir Rue de Paris.
La rue de Paris est l'axe historique de Saint-Denis, chef-lieu de La Réunion.

## Situation et accès
En pente douce, elle lie le Jardin de l'État à la Colonne de la Victoire qui trône juste en face de l'ancien hôtel de ville avant de se prolonger jusqu'à l'océan Indien sous le nom d'avenue de la Victoire.
Dans sa partie haute, au sud, la rue quitte une petite place sur laquelle donne l'entrée du jardin botanique et au milieu de laquelle trône une colonne ornée d'un buste de François Gédéon Bailly de Monthion, un général de division du Premier Empire né à Saint-Denis. De là, on peut apercevoir à environ 200 mètres le siège du Conseil général de La Réunion, autrement appelé Palais de la Source. Le trafic automobile atteint la place par l'est via la rue Général de Gaulle, un axe perpendiculaire à la rue de Paris qui constitue l'une des limites du centre-ville tel qu'il fut conçu à l'époque coloniale, selon un plan en damier.
En descendant la rue, les bâtiments remarquables se succèdent, particulièrement du côté gauche, soit à l'ouest. Ainsi, l'évêché de La Réunion se trouve de ce côté de la rue, tout comme le principal musée de Saint-Denis, le musée Léon-Dierx. Baptisé en l'honneur de Léon Dierx, Prince des poètes, il abrite une impressionnante collection d'œuvres ayant appartenu au marchand d'art et galeriste réunionnais Ambroise Vollard. Autre institution culturelle, l'Artothèque est abritée dans un bâtiment mitoyen. La Maison Carrère, récemment restaurée, abrite l'office de tourisme et une exposition. Elle peut être visitée. Plus bas, on rencontre aussi le long du même trottoir le Conservatoire régional de musique ainsi que l'hôtel de ville de Saint-Denis, un bâtiment peint en jaune et sur les grilles duquel s'exposent désormais des photographies.
De l'autre côté de la rue, à l'est, un repère est le débouché de la rue Maréchal Leclerc, un autre axe perpendiculaire à la rue de Paris qui est quant à lui rendu reconnaissable par son caractère piéton et par le minaret blanc de la mosquée Noor-e-Islam, qu'il abrite. Dans l'angle que forment les deux rues se love la villa Déramond-Barre, une villa d'un grand intérêt patrimonial qui est la maison natale de l'ancien Premier ministre français Raymond Barre. Plus bas se trouve le siège de la Chambre de commerce et d'industrie de La Réunion.
Des visites guidées de la rue de Paris sont organisées par l'office de tourisme intercommunal Nord.

## Origine du nom
Elle porte le nom de Paris, capitale de la France.

## Bâtiments remarquables
- n°5 bis : Chambre de commerce et d'industrie de La Réunion
- n°15 : villa Déramond-Barre
- n°17 : pavillon Badat
- n°25 : maison Repiquet
- n°37 : maison de la Banque de La Réunion (ex-maison Kalidas)
- n°39 : villa Angélique (ex-maison de Boisvilliers)
- n°49 : villa du Général
- n°2 : hôtel de ville de Saint-Denis
- n°6 : Conservatoire régional de musique
- n°14 : maison Carrère (actuel Office de tourisme)
- n°18 : villa du Département (ex-maison Mas)
- n°26 : l'Artothèque
- n°28 : musée Léon-Dierx (ex-maison Manès)
- n°32 : maison Timol
- n°36 : évêché de La Réunion